# Films landskommun
Films landskommun var tidigare en kommun i Uppsala län.

## Administrativ historik
Den 1 januari 1863, när kommunalförordningarna började tillämpas, skapades över hela riket cirka 2 500 kommuner, varav 89 städer, 8 köpingar och resten landskommuner.
Då inrättades i Films socken i Olands härad i Uppland denna kommun.
1952 genomfördes den första av 1900-talets två genomgripande kommunreformer i Sverige. Denna kommun uppgick då i Dannemora landskommun som 1974 uppgick i Östhammars kommun.

## Politik

### Mandatfördelning i Films landskommun 1938-1946
| 11 | 8 | 2 | 3 |  |

| 25 |

| 19 | 6 |

| 24 |

| 8 | 12 | 5 |

| 23 |